# جولیو ماکی
جولیو ماکی (انگلیسی: Giulio Macchi؛ ۱۸۶۶ – ۱۹۳۵) کارآفرین اهل ایتالیا بود، که در سال ۱۹۱۲ شرکت اروماکی را تأسیس کرد.